# Јошаница (Жагубица)
Јошаница је насеље у Србији у општини Жагубица у Браничевском округу. Према попису из 2022. било је 422 становника.
Овде се налази Стара кућа Здравка Стојадиновића у Јошаници.

## Демографија
У насељу Јошаница живи 569 пунолетних становника, а просечна старост становништва износи 46,9 година (46,9 код мушкараца и 47,0 код жена). У насељу има 190 домаћинстава, а просечан број чланова по домаћинству је 3,53.
Ово насеље је великим делом насељено Србима (према попису из 2002. године), а у последња три пописа, примећен је пад у броју становника.
|  |

| Демографија | Демографија | Демографија |
| Година      | Становника  | Становника  |
| ----------- | ----------- | ----------- |
| 1948.       | 893         |             |
| 1953.       | 899         |             |
| 1961.       | 882         |             |
| 1971.       | 849         |             |
| 1981.       | 823         |             |
| 1991.       | 733         | 732         |
| 2002.       | 539         | 708         |

| Етнички састав према попису из 2002.‍ | Етнички састав према попису из 2002.‍ | Етнички састав према попису из 2002.‍ | Етнички састав према попису из 2002.‍ | Етнички састав према попису из 2002.‍ |
| ------------------------------------ | ------------------------------------ | ------------------------------------ | ------------------------------------ | ------------------------------------ |
|                                      |                                      |                                      |                                      |                                      |
| Срби                                 | Срби                                 |                                      | 664                                  | 98,95%                               |
| Румуни                               | Румуни                               |                                      | 4                                    | 0,59%                                |
| Хрвати                               | Хрвати                               |                                      | 2                                    | 0,29%                                |
| непознато                            | непознато                            |                                      | 0                                    | 0,0%                                 |

| Година пописа     | 1948. | 1953. | 1961. | 1971. | 1981. | 1991. | 2002. |
| ----------------- | ----- | ----- | ----- | ----- | ----- | ----- | ----- |
| Број домаћинстава | 189   | 190   | 203   | 206   | 195   | 189   | 190   |

| Број чланова      | 1  | 2  | 3  | 4  | 5  | 6  | 7 | 8 | 9 | 10 и више | Просек |
| ----------------- | -- | -- | -- | -- | -- | -- | - | - | - | --------- | ------ |
| Број домаћинстава | 30 | 46 | 26 | 30 | 22 | 20 | 9 | 5 | 2 | 0         | 3,53   |

| Пол    | Укупно | Неожењен/Неудата | Ожењен/Удата | Удовац/Удовица | Разведен/Разведена | Непознато |
| ------ | ------ | ---------------- | ------------ | -------------- | ------------------ | --------- |
| Мушки  | 274    | 70               | 183          | 17             | 3                  | 1         |
| Женски | 307    | 62               | 184          | 56             | 5                  | 0         |
| УКУПНО | 581    | 132              | 367          | 73             | 8                  | 1         |

| Пол    | Укупно                    | Пољопривреда, лов и шумарство | Рибарство                            | Вађење руде и камена | Прерађивачка индустрија       |
| ------ | ------------------------- | ----------------------------- | ------------------------------------ | -------------------- | ----------------------------- |
| Мушки  | 219                       | 177                           | 0                                    | 3                    | 13                            |
| Женски | 209                       | 200                           | 0                                    | 1                    | 2                             |
| УКУПНО | 428                       | 377                           | 0                                    | 4                    | 15                            |
| Пол    | Производња и снабдевање   | Грађевинарство                | Трговина                             | Хотели и ресторани   | Саобраћај, складиштење и везе |
| Мушки  | 1                         | 2                             | 11                                   | 1                    | 3                             |
| Женски | 1                         | 0                             | 3                                    | 0                    | 0                             |
| УКУПНО | 2                         | 2                             | 14                                   | 1                    | 3                             |
| Пол    | Финансијско посредовање   | Некретнине                    | Државна управа и одбрана             | Образовање           | Здравствени и социјални рад   |
| Мушки  | 0                         | 1                             | 1                                    | 4                    | 2                             |
| Женски | 0                         | 0                             | 1                                    | 0                    | 1                             |
| УКУПНО | 0                         | 1                             | 2                                    | 4                    | 3                             |
| Пол    | Остале услужне активности | Приватна домаћинства          | Екстериторијалне организације и тела | Непознато            | Непознато                     |
| Мушки  | 0                         | 0                             | 0                                    | 0                    | 0                             |
| Женски | 0                         | 0                             | 0                                    | 0                    | 0                             |
| УКУПНО | 0                         | 0                             | 0                                    | 0                    | 0                             |